# Чистопольский район (Казахстан)
Чистопо́льский райо́н — административная единица на севере Казахстана в составе Кокчетавской области, существовавшая в 1955—1997 годах.

## История
Чистопольский район с административным центром в селе Чистополье был образован в составе Кокчетавской области Казахской ССР согласно Указу Президиума Верховного Совета Казахской ССР от 22 октября 1955 года. В состав района вошла часть территории Арык-Балыкского и Рузаевского районов.
Район располагался в западной части Кокчетавской области. С 1991 года находился в составе Кокчетавской (Кокшетауской) области Республики Казахстан.
2 мая 1997 года Указом Президента Республики Казахстан Чистопольский район упразднён, его территория вошла в состав Целинного (бывшего Куйбышевского района) Кокшетауской области, а 3 мая 1997 года вся территория Кокшетауской области, в том числе и Целинный район, присоединена к Северо-Казахстанской области.
Первые секретари Чистопольского райкома партии
- Миахил Матвеевич Кущ (ноябрь 1955 — декабрь 1958). Герой Социалистического Труда[2].